# Luiks-Akense meubelstijl

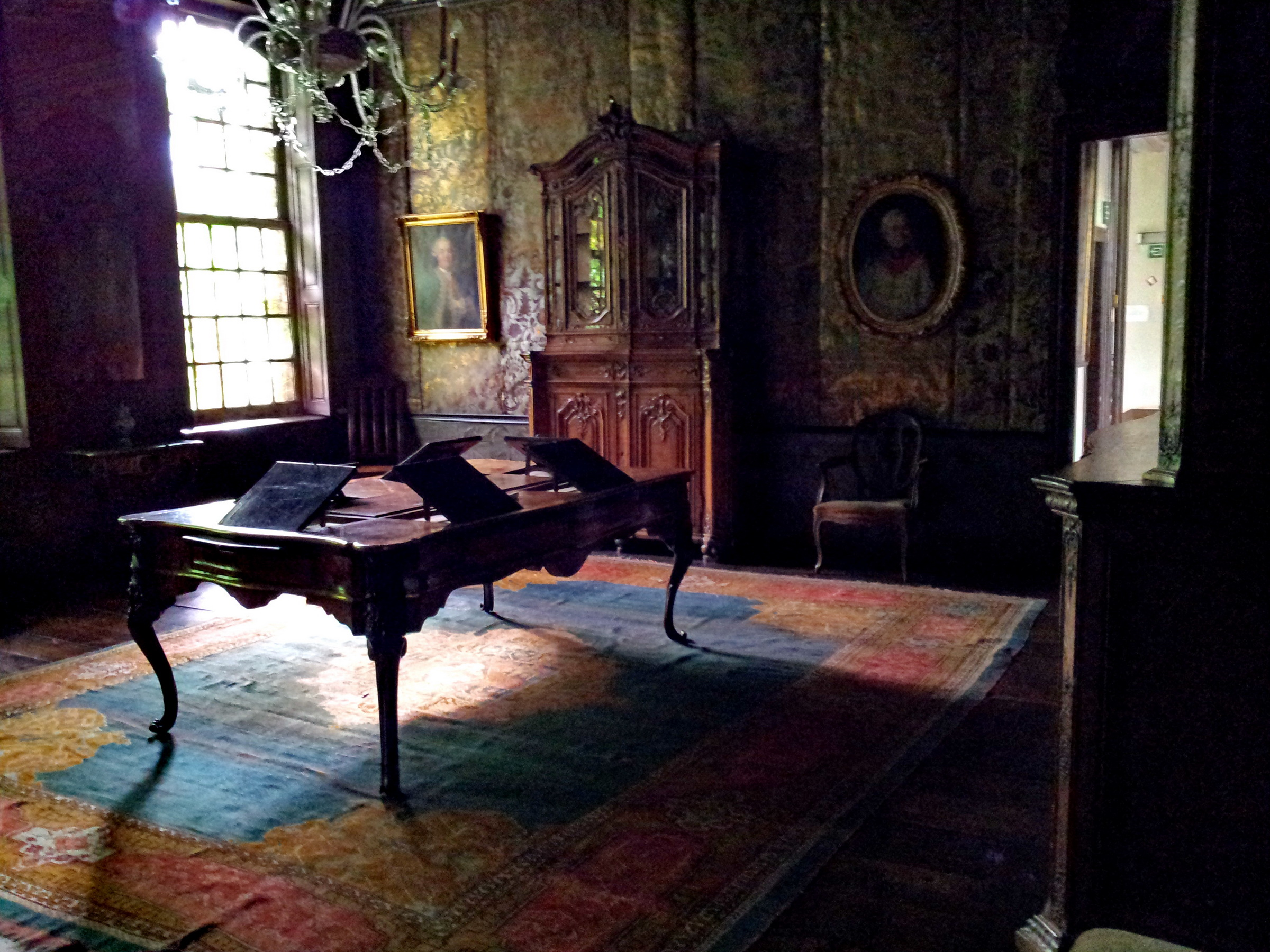
Stijlkamer in het Musée d'Ansembourg in Luik

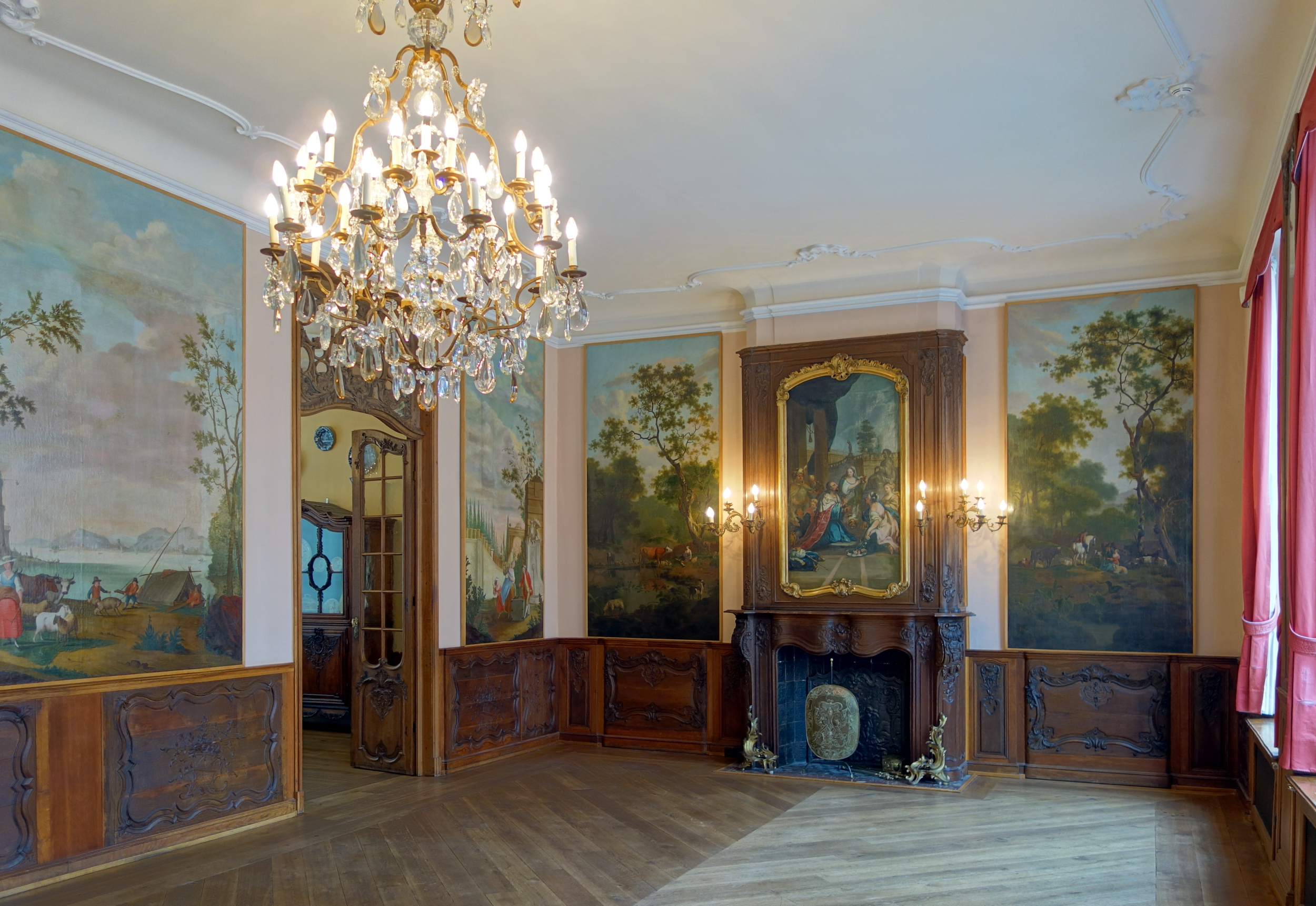
Zaalbetimmering in de feestzaal van het Couvenmuseum in Aken

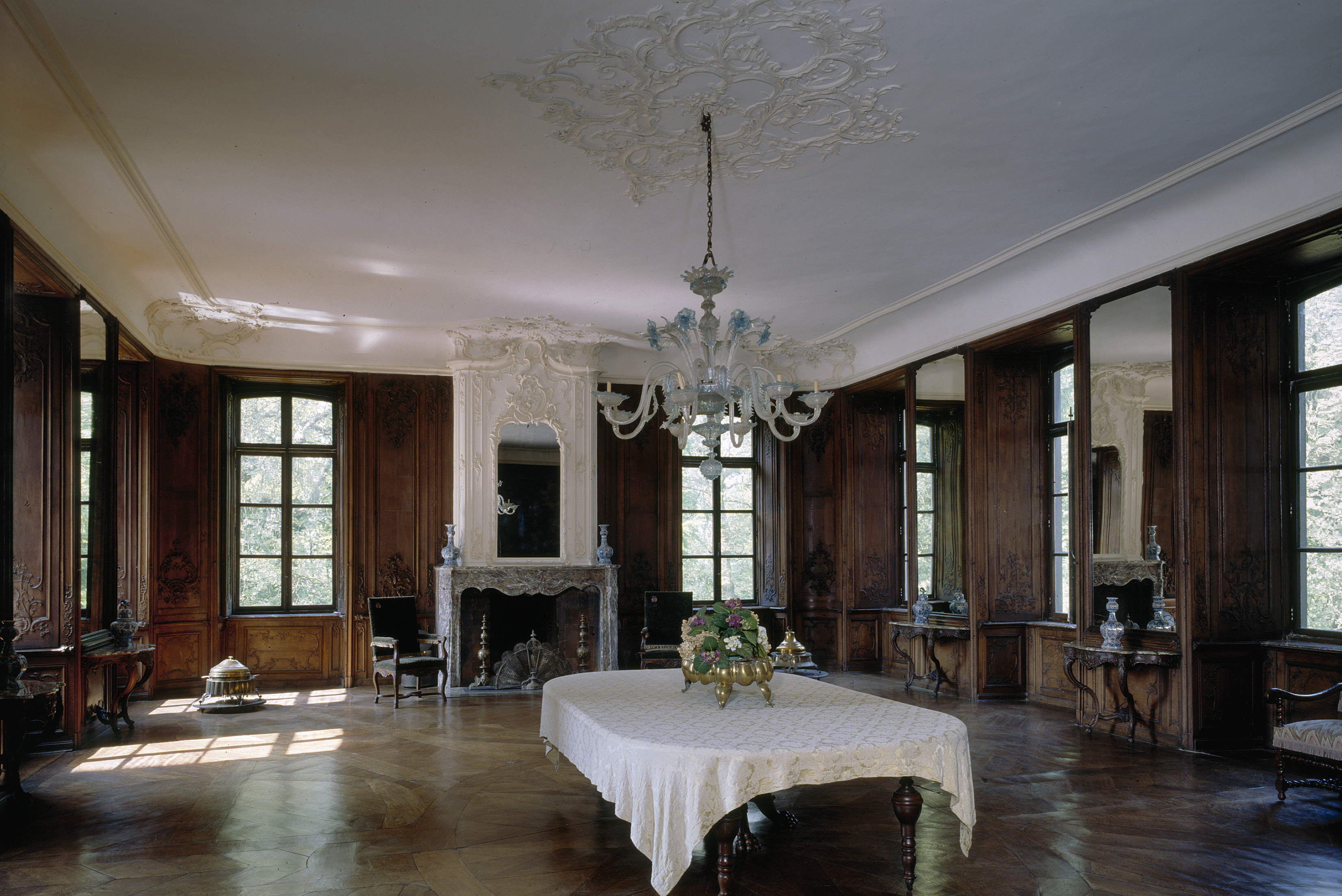
Zaalbetimmering kasteel Hillenraad in Swalmen

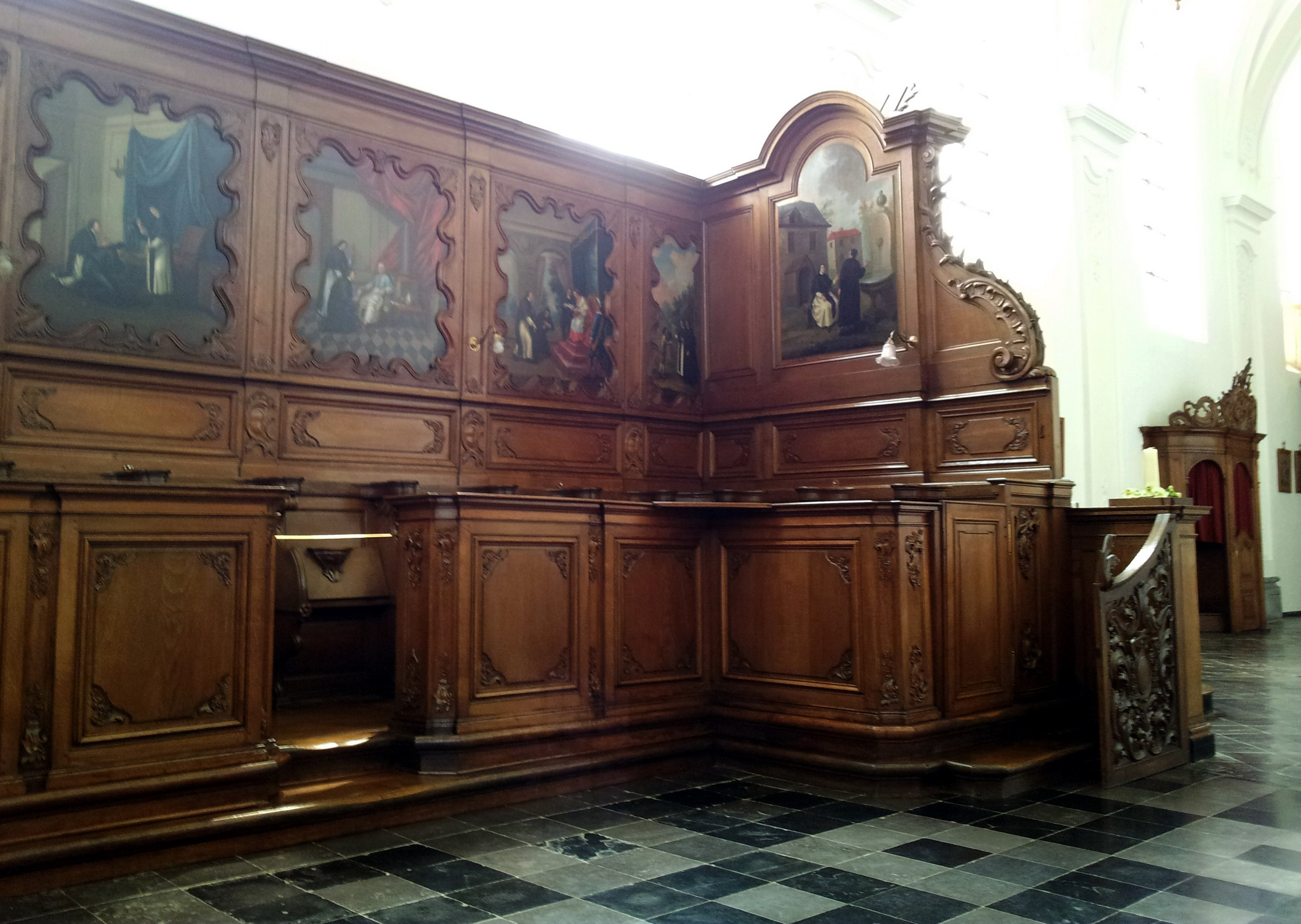
Koorbank met koorafsluiting in de kapel van de Abdij Mariënlof in Kerniel

De Luiks-Akense meubelstijl (Duits: Aachen-Lütticher Stil) is een regionale stijlvariant van de barokke meubelkunst, die vooral in de tweede helft van de 18e eeuw in de steden Luik, Aken en Maastricht, en ook elders in het prinsbisdom Luik tot bloei kwam. De stijl sluit nauw aan bij de gangbare Régence en Lodewijk XIV-, XV- en XVI-stijlen, maar onderscheidt zich van de Franse meubelstijlen uit die tijd door een hoge 'houtzichtbaarheid', waarbij het hout, meestal eiken, onbeschilderd blijft en niet bedekt wordt door parelmoerinlegwerk of zilverbeslag.

## Bloeitijd toegepaste kunsten in prinsbisdom Luik
De tweede helft van de 18e eeuw was de bloeitijd van de barok in het prinsbisdom Luik, met name op het gebied van de bouwkunst en de decoratieve kunsten. Van ca 1730 tot 1780 bereikte de meubelkunst in het Maasland een hoog niveau. Gebruikmakend van Franse motieven vervaardigden meubelmakers in Luik, Verviers, Aken en Maastricht meubels, lambriseringen en andere onderdelen van zaalbetimmeringen (boiseries), die getuigen van een verfijnde smaak. Daarbij werd meestal gebruikgemaakt van streekeigen eikenhout, hoewel ook andere houtsoorten werden verwerkt. Het meest kenmerkende Luiks-Akense meubelstuk is de vitrinekast, waarin het kostbare porselein kon worden uitgestald, maar ook gesloten kasten, commodes, secretaires, staande klokken, tafels, stoelen en hemelbedden werden in grote aantallen geproduceerd. De Luiks-Akense meubels uit de periode 1735-'90 worden meestal aangeduid als Luikse Régence, alhoewel veel stijlkenmerken ontleend zijn aan de Franse Lodewijkstijlen, de rococo en het vroege neoclassicisme. In het Maasland werd echter steeds vastgehouden aan de hoge 'houtzichtbaarheid' en een zekere symmetrie en gematigdheid, hoewel het houtsnijwerk van de versieringen niet minder verfijnd was dan in Frankrijk.

## Stijlverschillen
Hoewel er veel overeenkomsten zijn tussen de in de diverse steden van het prinsbisdom Luik vervaardigde meubels in de 18e eeuw, zijn de Akense meubels over het algemeen iets robuuster dan de Luikse. Luikse meubels zijn meestal versierd met rocaillemotieven in haut-reliëf; Akense meubels vertonen vaak bloem-, knop- of boonvormige motieven in bas-reliëf. Akense kasten bestaan over het algemeen uit één stuk; Luikse kasten meestal uit twee delen (onderkast en vitrine-opzet). De Maastrichtse meubels zijn moeilijk te onderscheiden van de Luikse, maar zijn vaak herkenbaar aan perspectivische versieringen (motif perspectif). Na 1770-'80 vertonen de Luiks-Akense meubels meer rechthoekig lijstwerk in de stijl van het neoclassicisme, hoewel het schelpmotief lang gehandhaafd blijft.

## Meubelmakers
In het 18e-eeuwse Luik hadden de meubelmakers Louis Lejeune, Lambert Menguet en J.P. Heuvelman een grote reputatie. Zij bouwden voort op een traditie die onder anderen door de beeldhouwer-meubelontwerper Arnold de Hontoire (1630-1709) in gang was gezet. Aan het eind van de eeuw was Michel-Joseph Herman (1766-1819) de belangrijkste vervaardiger van meubels in Lodewijk XVI-stijl. De in Comblain-au-Pont geboren ontwerper en graveur Jean-François de Neufforge (1714-1798) maakte furore in Parijs met zijn uitgaven van meubel- en interieurontwerpen, die in heel Europa werden gekopieerd. De Akense architect Johann Joseph Couven ontwierp onder andere barokke altaren, preekstoelen en orgelkasten voor kerken in de regio Aken. Van de veelzijdige Maastrichtse (tuin-)architect en meubelontwerper Mathias Soiron zijn een aantal albums overgeleverd, waarin hij meubels natekende die door hem of door anderen ontworpen waren. Een gerenommeerd meubelmaker was Joachim Kessels (de vader van Hendrik Johan en Mathieu Kessels), die onder andere een deel van de inrichting van kasteel Borgharen voor zijn rekening nam.

## Collecties
Luiks-Akense meubels zijn te vinden in een groot aantal privéverzamelingen en museumcollecties verspreid over de hele wereld. De belangrijkste museale collecties met meubels of zaalbetimmeringen in Luiks-Akense barokstijl zijn te vinden in de Koninklijke Musea voor Kunst en Geschiedenis (KMKG) te Brussel, het Musée d'Ansembourg en het museum Grand Curtius, beide te Luik, het Couvenmuseum in Aken, en het Museum aan het Vrijthof in Maastricht. De stijlkamers in deze musea tonen fraaie voorbeelden van zaalbetimmeringen, meubels en staande klokken in combinatie met ingelegde vloeren, stucwerk, wandtapijten, wand- en plafondschilderingen en siervoorwerpen uit Luik, Aken, Maastricht en andere Maaslandse centra van kunstnijverheid.
Ook de interieurs van het voormalig Paleis van de Prins-bisschoppen en het huidige bisschoppelijk paleis in Luik, het abtenverblijf van de abdij van Sint-Truiden, de stadhuizen van Luik, Aken, Maastricht, Tongeren en Sint-Truiden, en talloze kloosters, kastelen en burgerhuizen in de regio, geven een indruk van de weelderige wooncultuur van de welgestelden in het prinsbisdom Luik in de 18e eeuw. Voorbeelden van particuliere huizen en kastelen die hun rijke inrichting in Luiks-Akense stijl hebben weten te bewaren zijn: het Hôtel de Spirlette en het Hôtel Van Der Maessen in Luik, het kasteel van Modave, het kasteel van Deulin, kasteel Eijsden, kasteel Hillenraad en de pastorie van Zutendaal.
Van de kerken en kloosters in de regio met bijzondere 18e-eeuwse betimmeringen, altaren, kansels, biechtstoelen, orgelkasten of ander meubilair kunnen genoemd worden: de Sint-Bartolomeüskerk, de Sint-Janskerk, de abijkerk van Paix-Notre-Dame, de Sint-Antoniuskerk, de Heilig Sacramentskerk en de kapel van het Beiers Hospitaal, alle te Luik, de Sint-Niklaaskerk in Eupen, de Theresiakerk in Aken, de Lutherse kerk in Vaals, de Minderbroederskerk en de Sint-Jacobskerk, beide in Sint-Truiden, en de kapel en sacristie van de abdij Mariënlof in Kerniel (bij Borgloon).

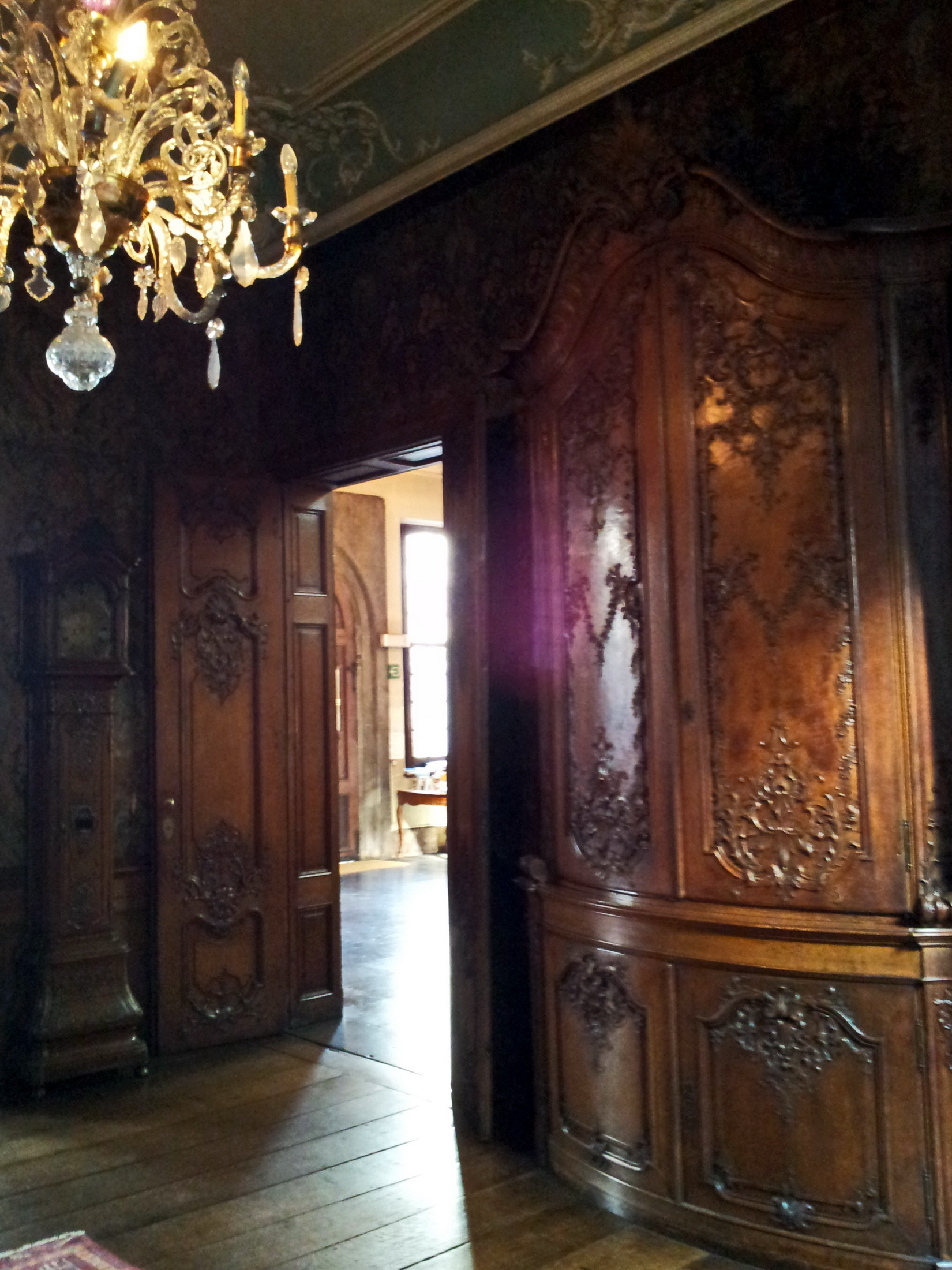
Zaalbetimmering (Musée d'Ansembourg, Luik)
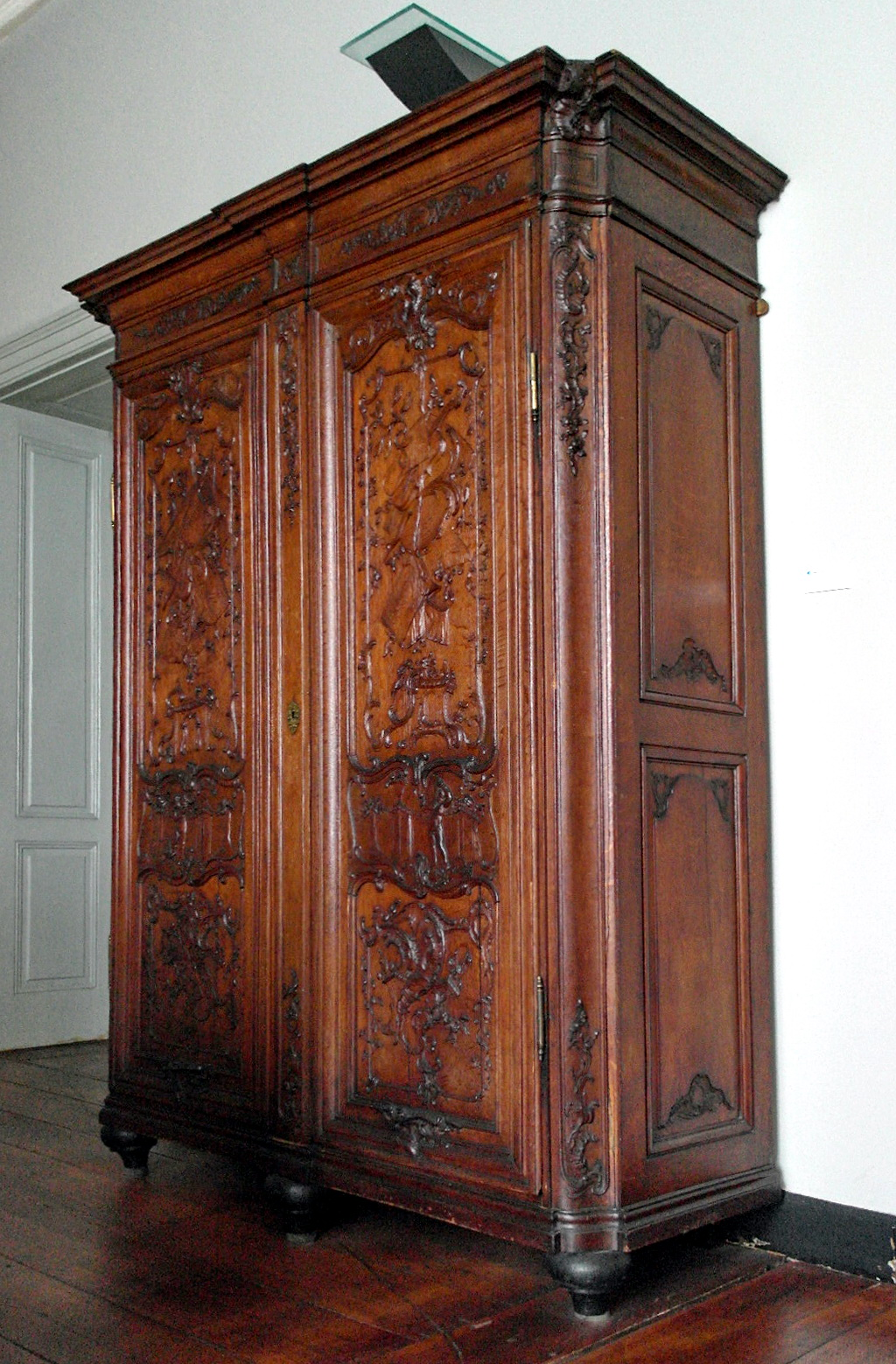
Luikse kast (Grand Curtius, Luik)
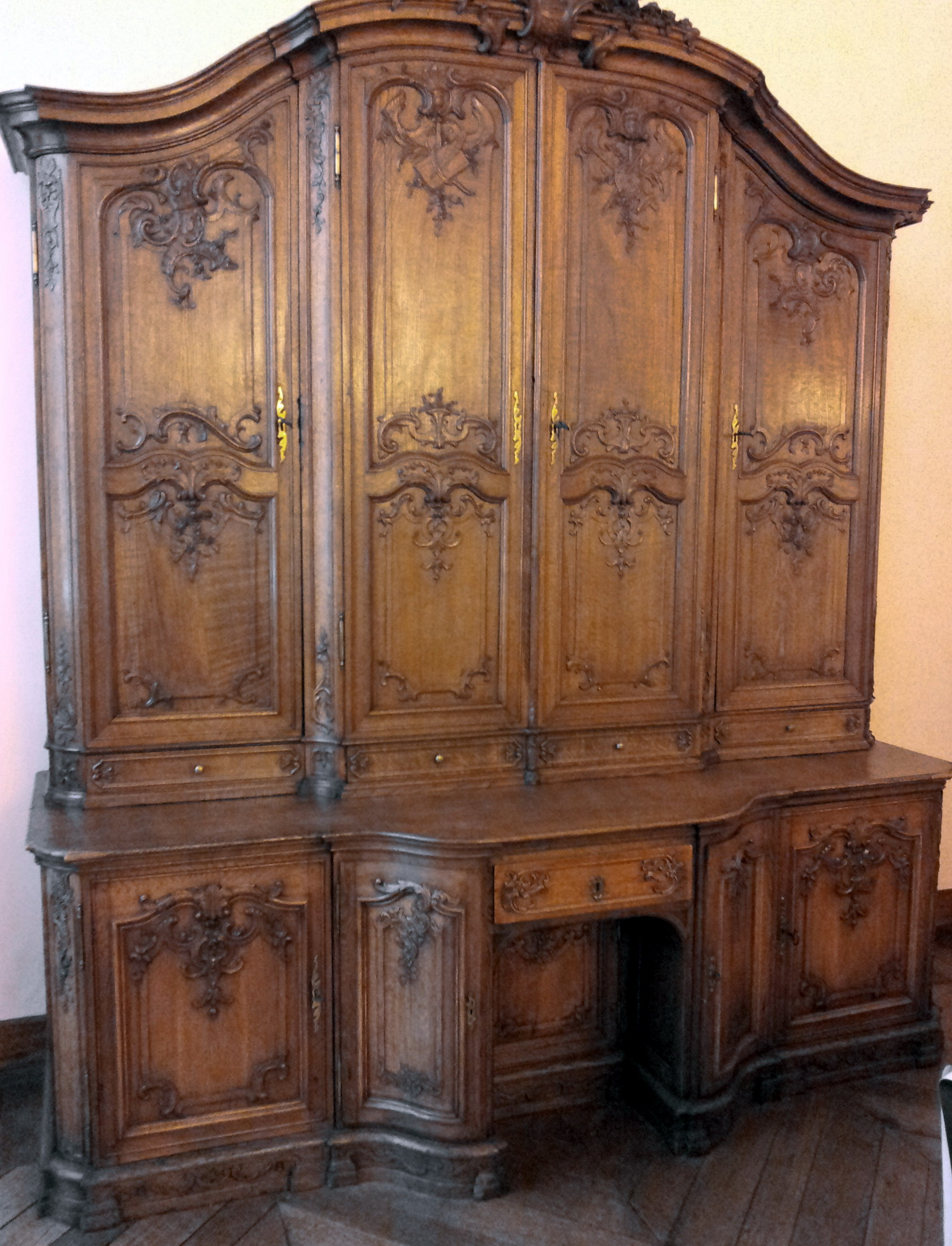
Luikse kast (Abdij van Sint-Truiden)
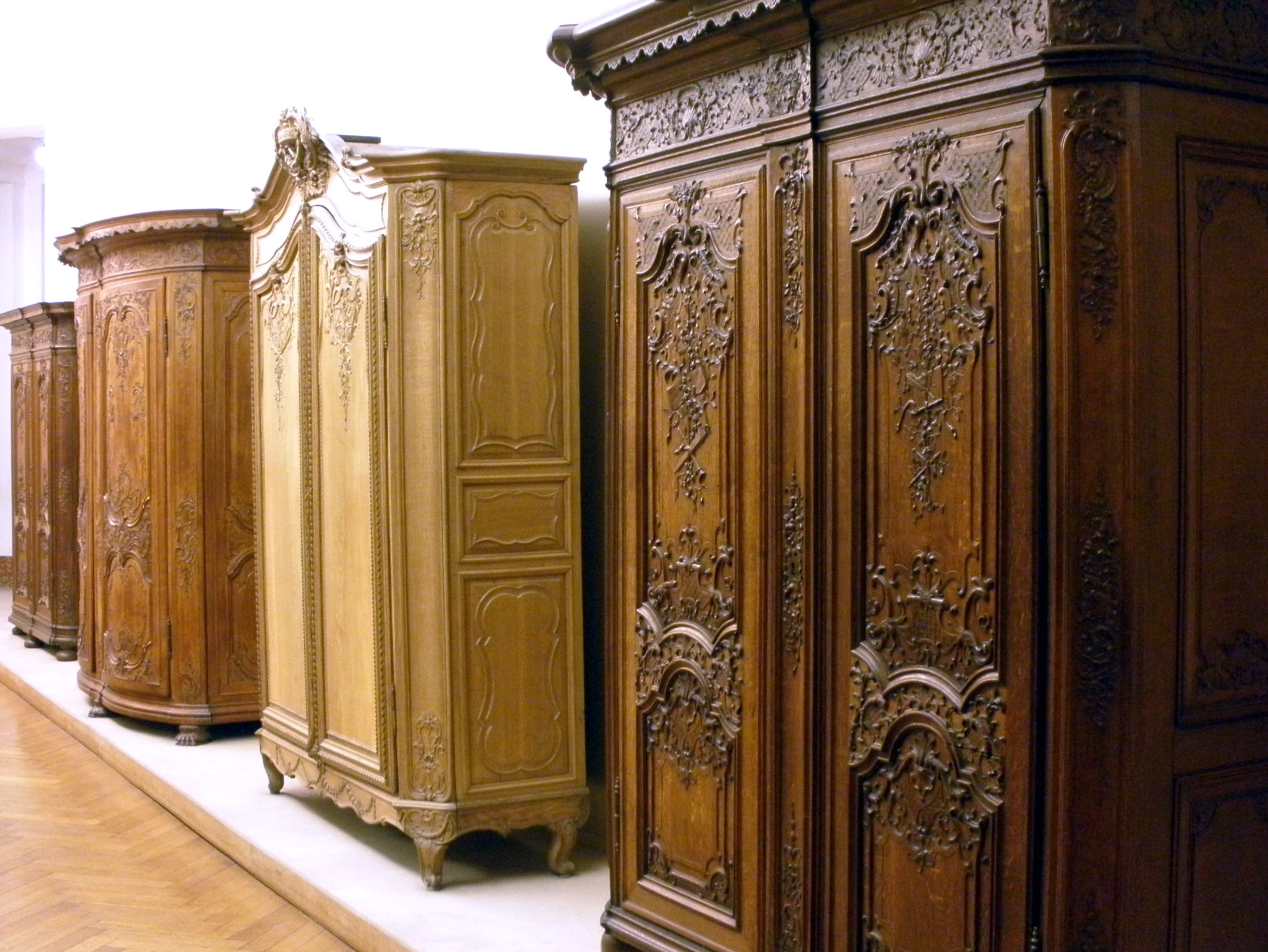
Luikse kasten (KMKG, Brussel)
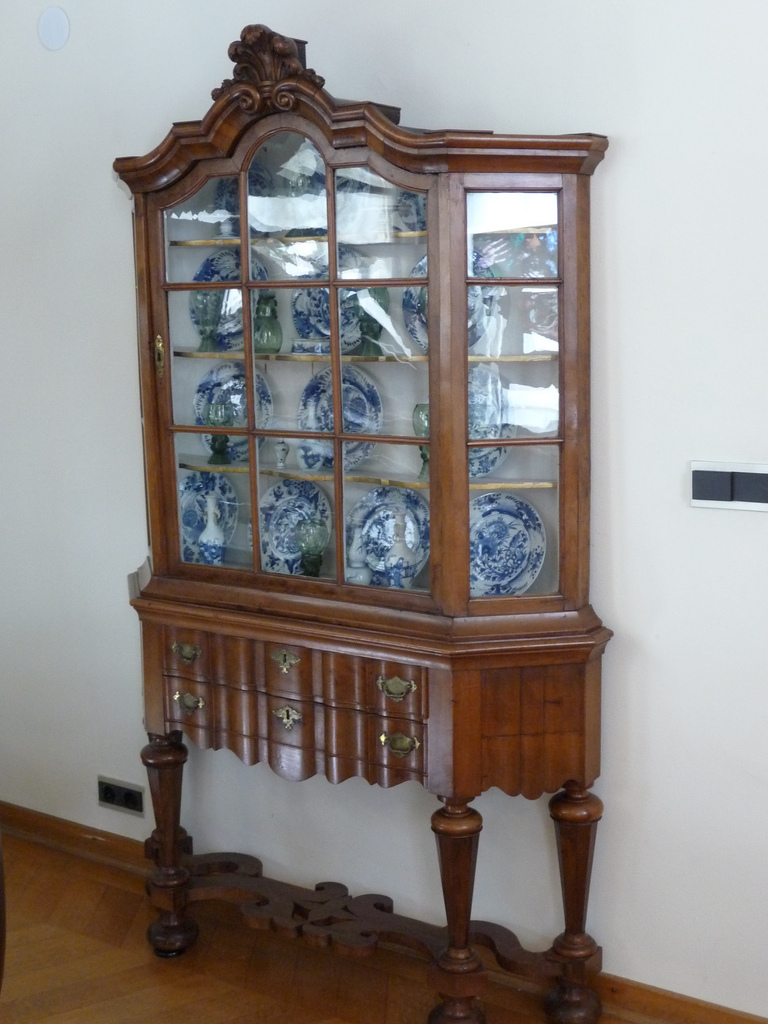
Vitrinekast (Museum a/h Vrijthof, Maastricht)
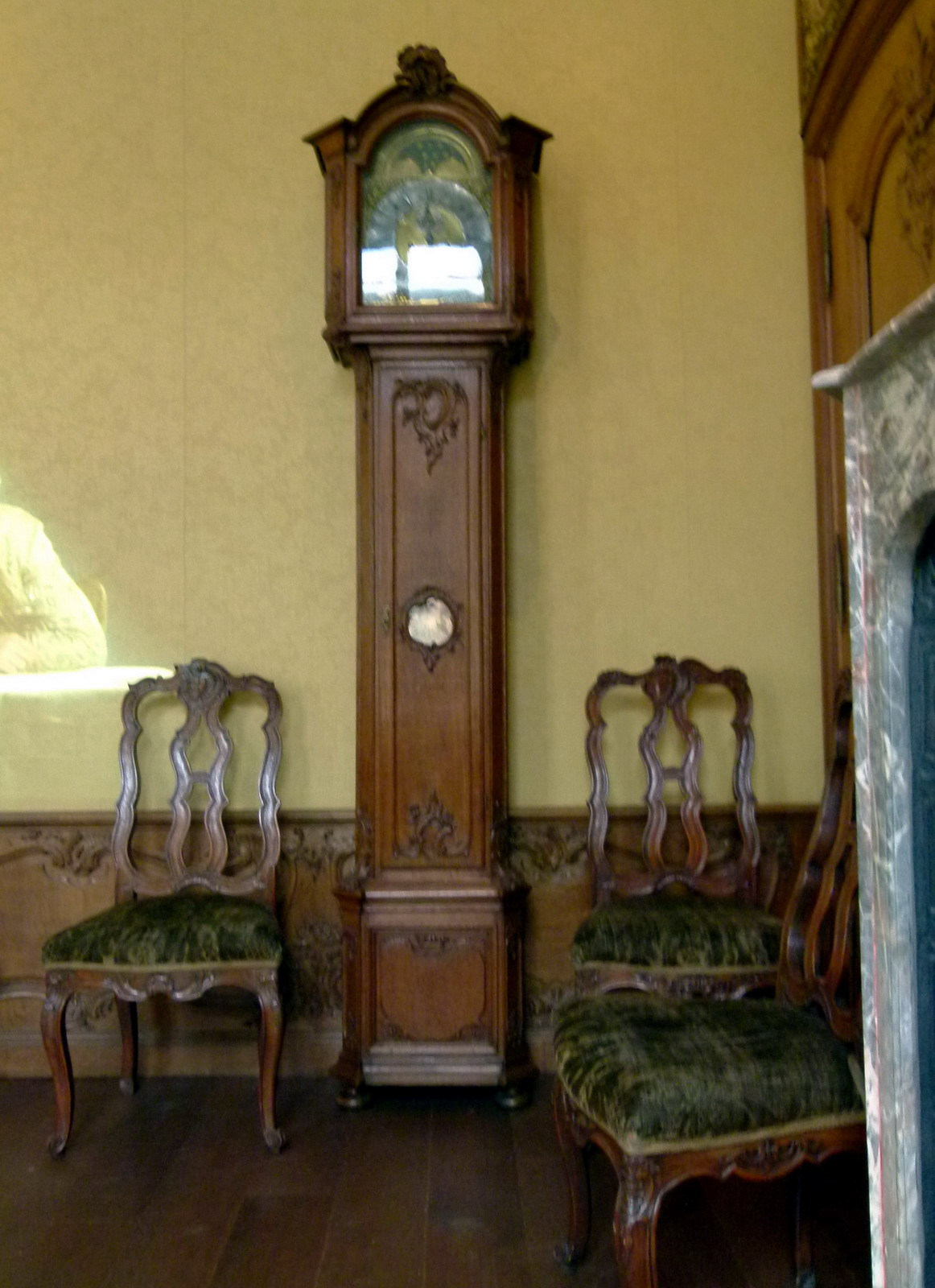
Staande klok en stoelen (Museum a/h Vrijthof)
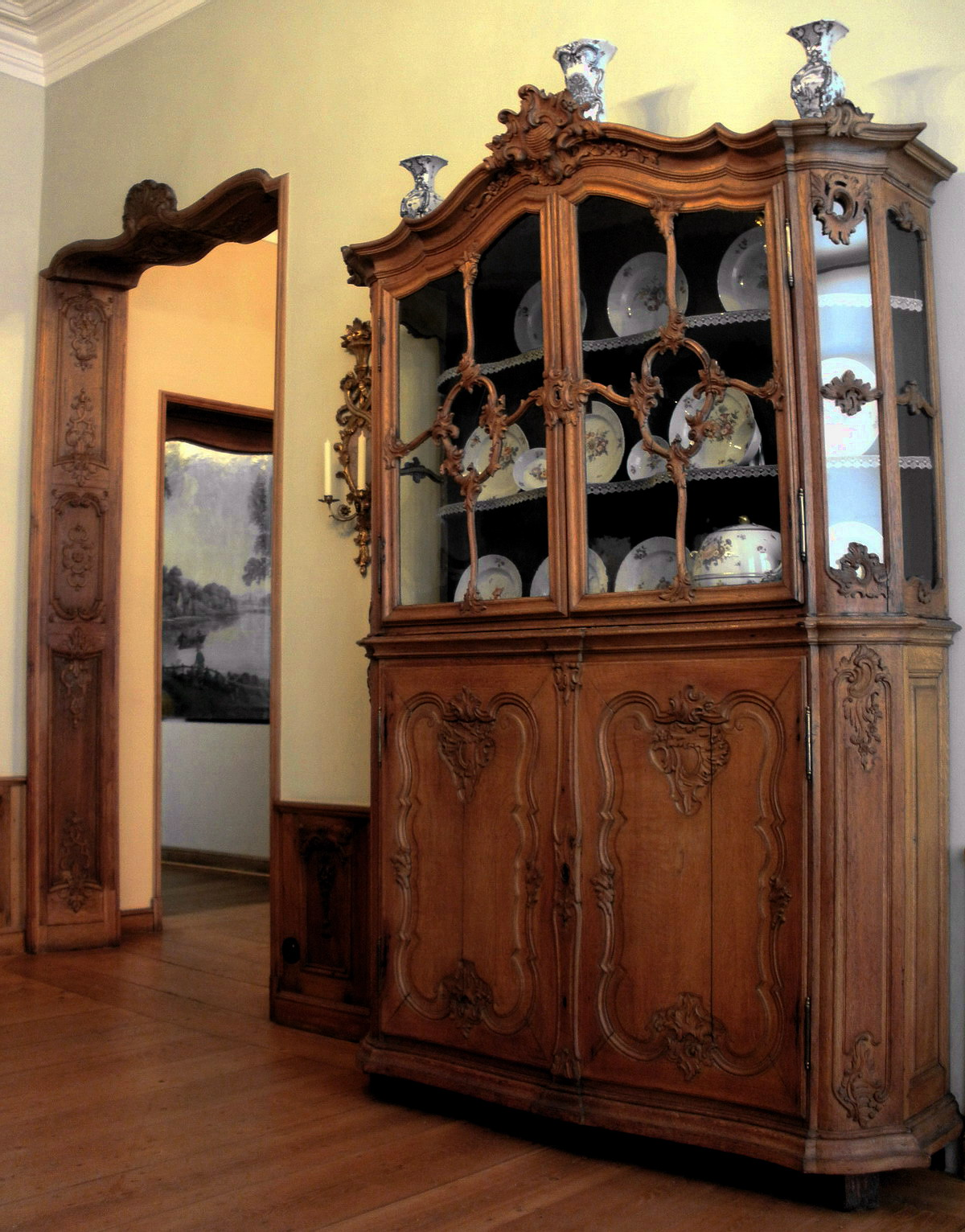
Vitrinekast (Couvenmuseum, Aken)
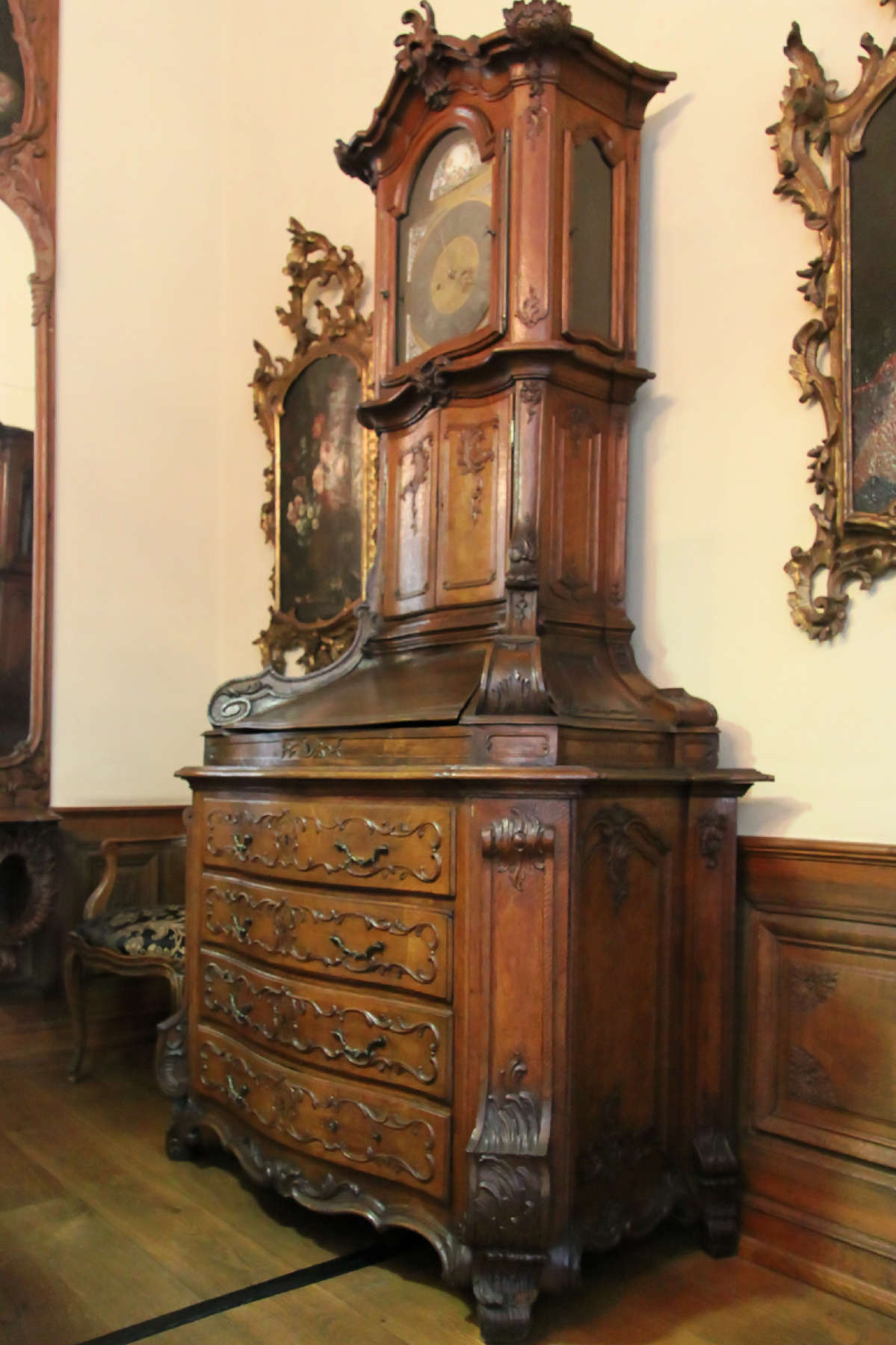
Commodekast en klok (Couvenmuseum)
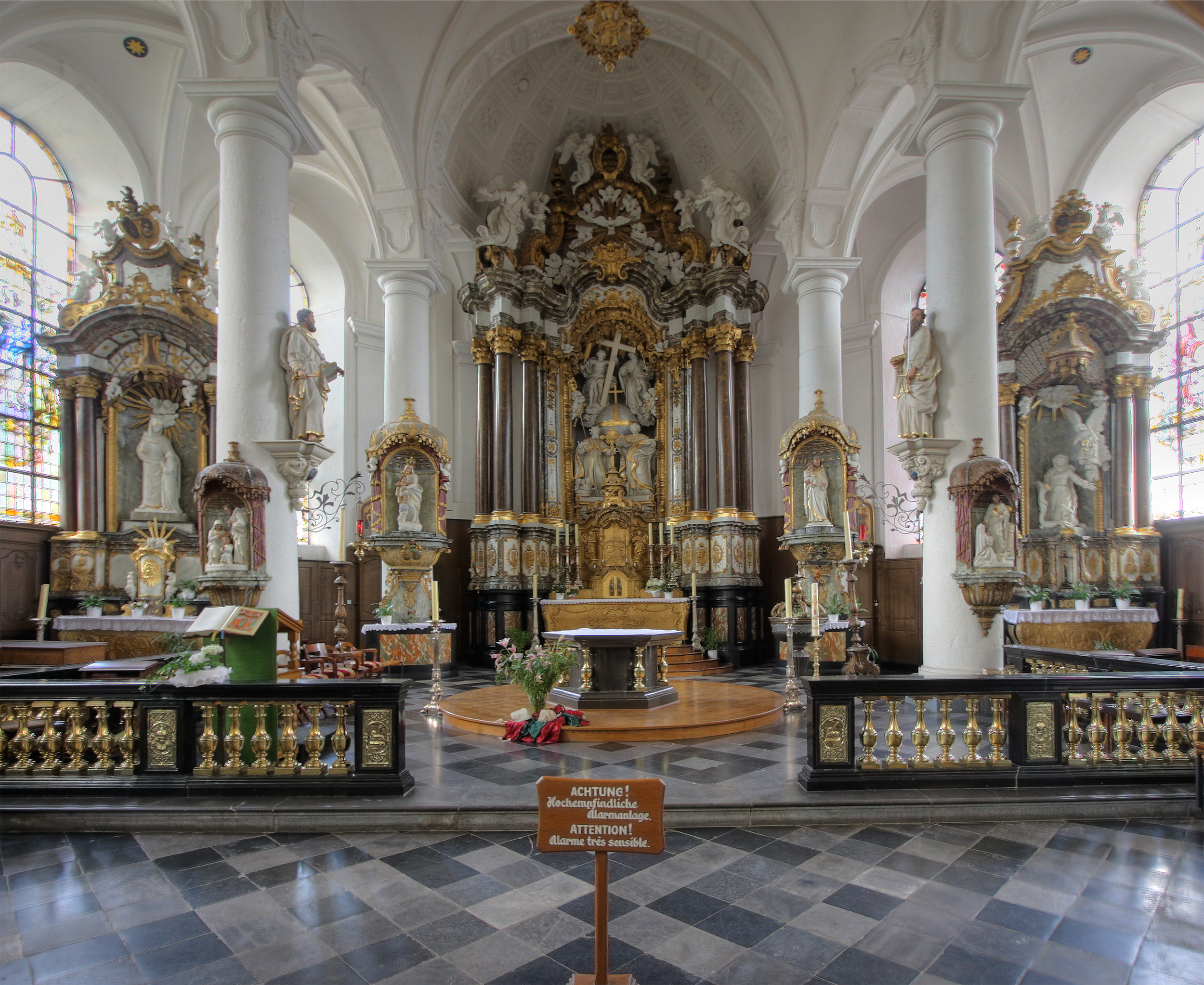
Kerkmeubilair van Couven (St-Niklaaskerk, Eupen)
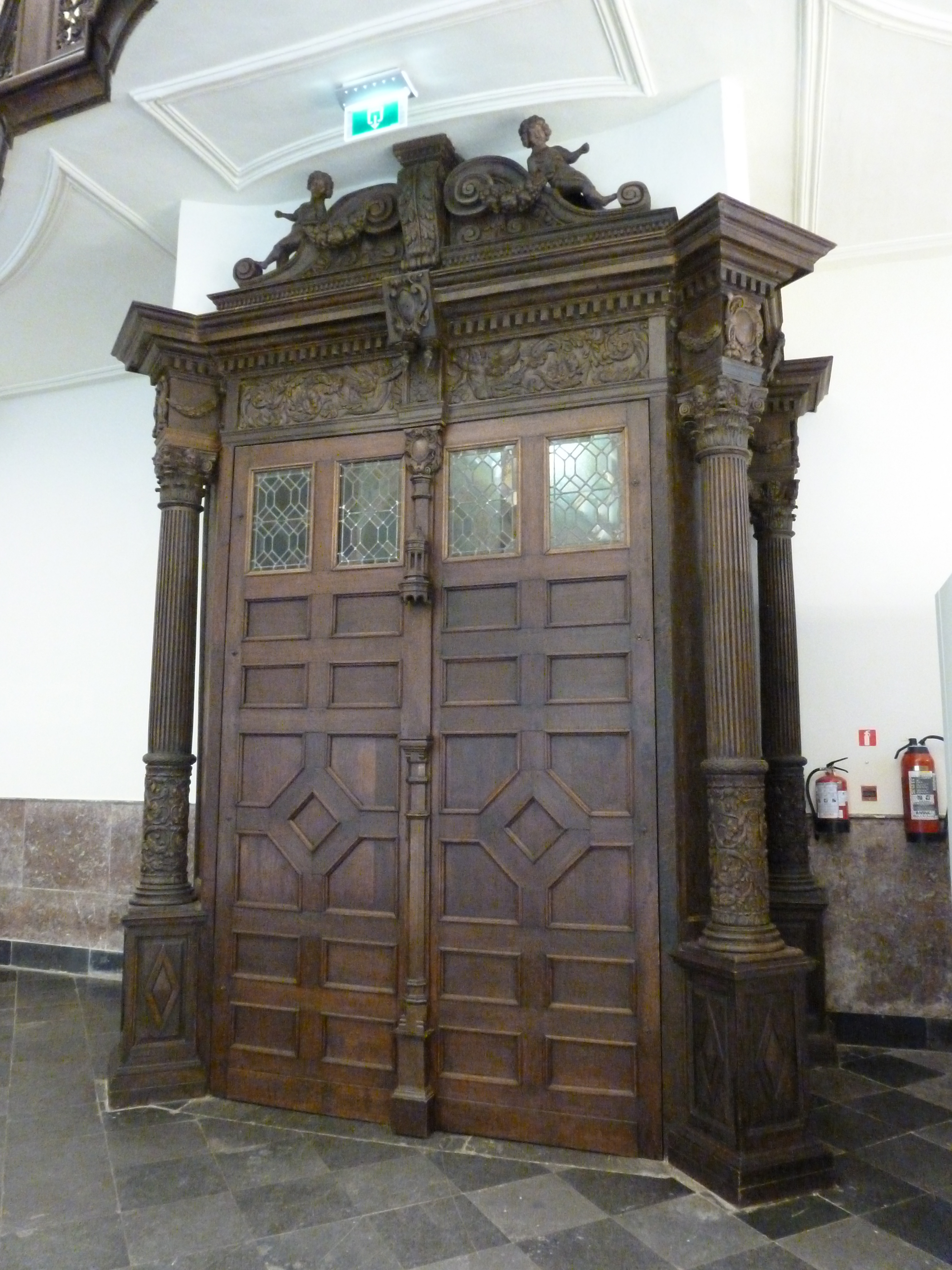
Portaal (St-Antoniuskerk, Luik)
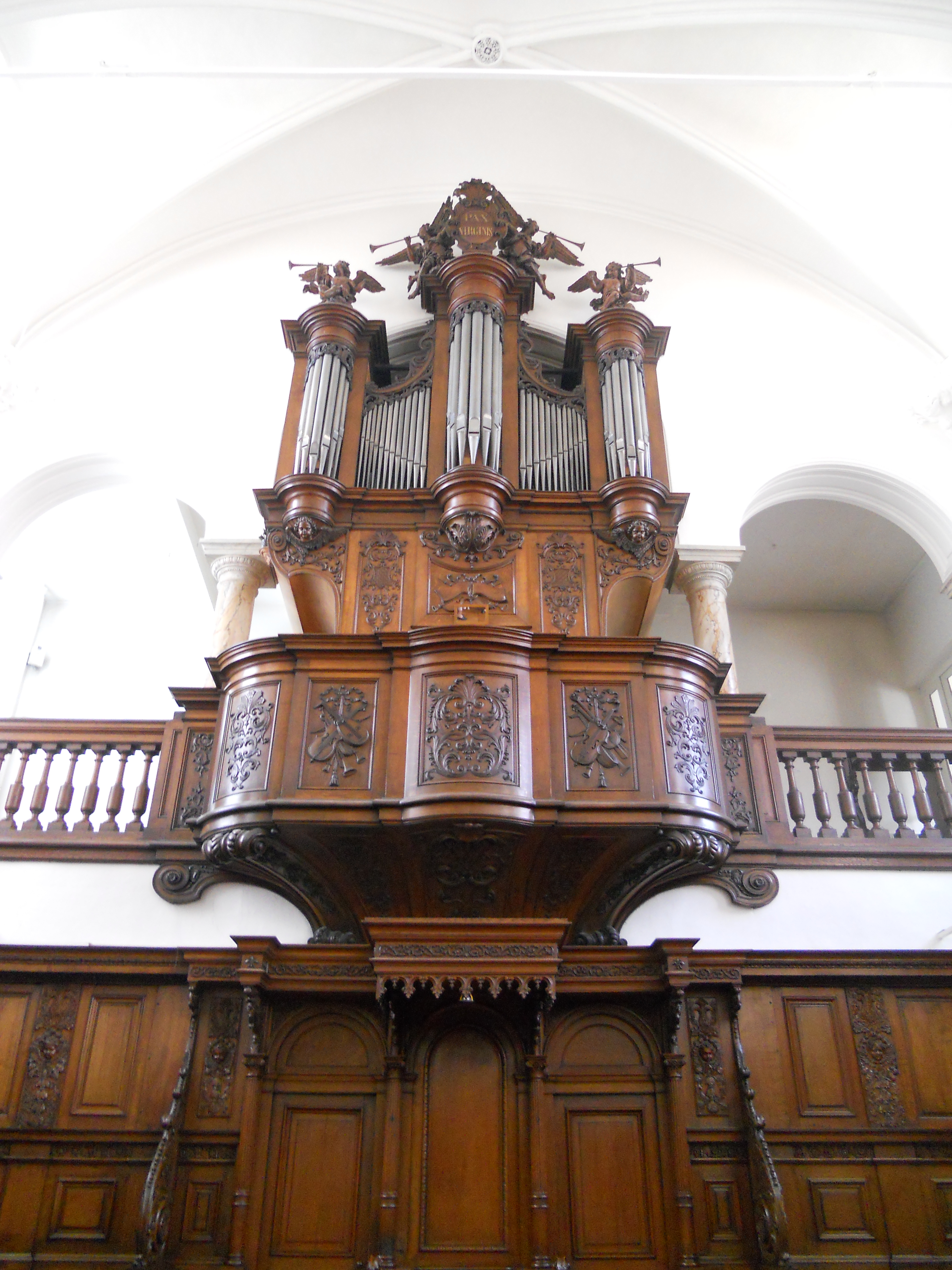
Picard-orgel (abdijkerk Paix-Notre-Dame, Luik)
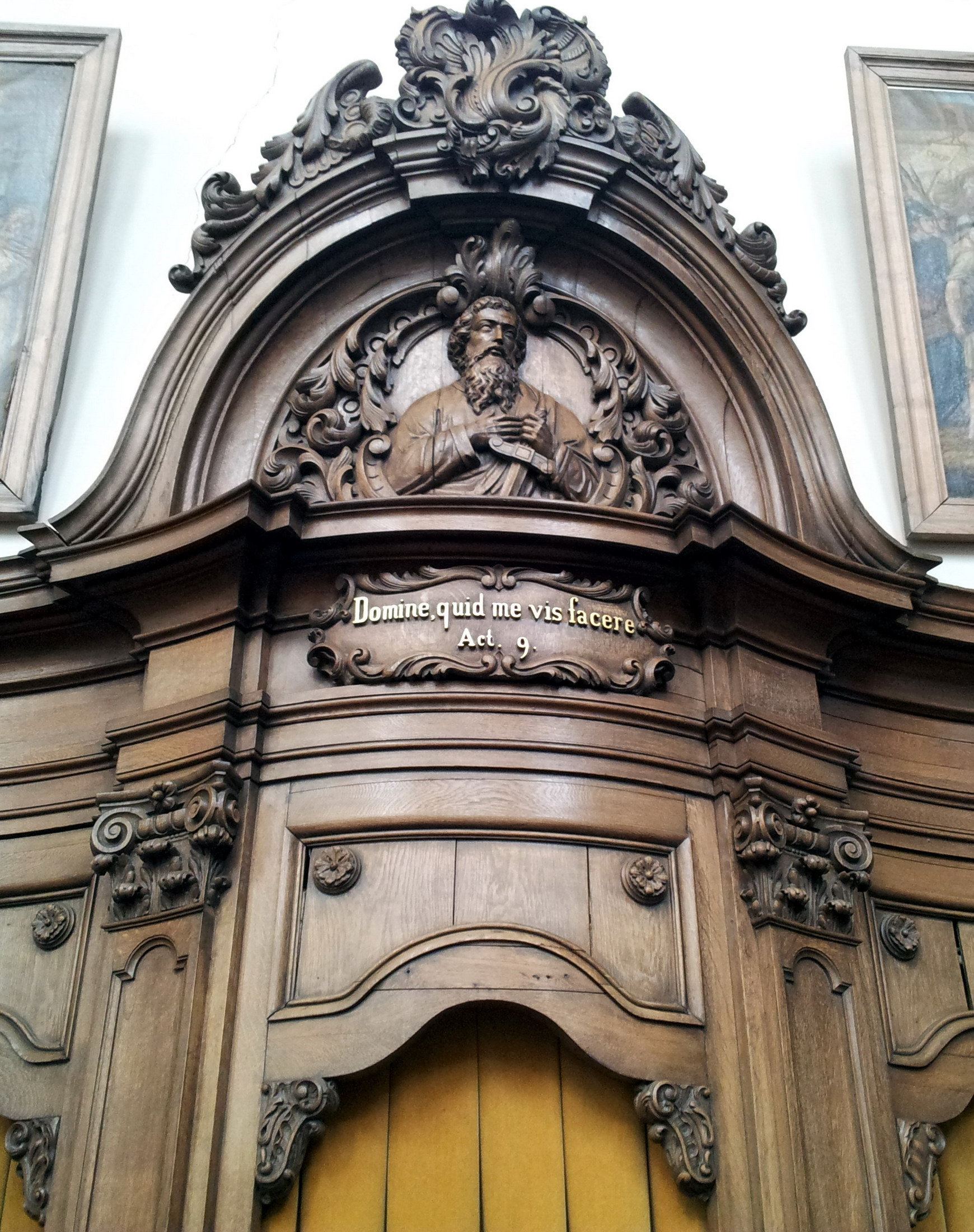
Preekstoel (Minderbroeders-kerk, Sint-Truiden)